# Sirhak
Sirhak (korejsky 실학파) je materialistická škola v korejské filozofii. Vznikla v XVII. století a existovala až do počátku XIX. století. Vystupovala proti neokonfuciánské scholastice. Vlastenecké názory školy sirhak a její propagace sociálních přeměn byly významným mezníkem v dějinách materialistického myšlení korejského lidu. Tradice školy sirhak byly jedním z pramenů filozofických a sociologických koncepcí korejských buditelů.